# Musiqq
Musiqq är en lettisk musikduo bildad år 2009. Den 23 februari 2011 vann duon den lettiska uttagningen till Eurovision Song Contest 2011 i Düsseldorf med "Angel In Disguise". De tävlade i den andra semifinalen den 12 maj samma år, men lyckades inte ta sig till finalen den 14 maj.
Musiqq består av Marats Ogļezņevs (född 28 juni 1983) och Emīls Balceris (född 7 juli 1992). Gruppen har släppt flera radiohittar, som "Klimata kontrole", "Abrakadabra" och "Dzimšanas diena".

## Diskografi

### Album
- 2010 - Šī ir tikai mūzika